# Rzeszniówka
Rzeszniówka (ukr. Решнівка, Reszniwka) – wieś na Ukrainie w rejonie krzemienieckim należącym do obwodu tarnopolskiego. W 2001 roku liczyła 464 mieszkańców.
W XIX wieku Rzeszniówka, własność Świejkowskich, należała do powiatu krzemienieckiego. W II Rzeczypospolitej początkowa w gminie Zarudzie, od 1933 roku w gminie Kołodno, w powiecie krzemienieckim, w województwie wołyńskim.
Do 2020 w rejonie zbaraskim.